# بنجامين سميث ليمان
بنجامين سميث ليمان (بالإنجليزية: Benjamin Smith Lyman)‏ هو مهندس معادن ‏ وجيولوجي ومهندس أمريكي، ولد في 11 ديسمبر 1835 في نورثهامبتون في الولايات المتحدة، وتوفي في 30 أغسطس 1920 في Cheltenham, Pennsylvania ‏ في الولايات المتحدة.